# Maggiora
Maggiora település Olaszországban, Piemont régióban, Novara megyében. Lakosainak száma 1616 fő (2023. január 1.). Maggiora Boca, Cureggio, Valduggia, Borgomanero és Gargallo községekkel határos.

## Népesség
A település lakossága az elmúlt években az alábbi módon változott:
| Lakosok száma | 1701 | 1684 | 1616 |
|               | 2017 | 2018 | 2023 |